# География на Замбия
Замбия е държава разположена в северната част на Южна Африка, без излаз на море. На североизток Замбия граничи с Танзания (дължина на границата – 380 km), на изток – с Малави (710 km), на югоизток – с Мозамбик (419 km), на юг – със Зимбабве (910 km) и Ботсуана (1 km), на югозапад – с Намибия (260 km), на запад – с Ангола (1110 km) и на север – с ДРК (1930 km). Общата дължина на сухоземните граници (в т.ч. речни и езерни) е 5720 km. Дължината на страната от североизток на югозапад е 1400 km, а ширината ѝ варира от 170 km в централната част до 840 km на запад и североизток. В тези си граници Замбия заема площ от 752 618 km². Населението към 1.1.2018 г. възлиза на 17 300 000 души. Столица е град Лусака.
Територията на замбия се простира между 8°14′ и 18°05′ ю.ш. и между 22°00′ и 33°43′ и.д. Крайните точки на страната са следните:
- крайна северна точка – 8°13′50″ ю. ш. 30°34′52″ и. д. / 8.230556° ю. ш. 30.581111° и. д., на брега на езерото Танганика, на границата с Демократична република Конго.
- крайна южна точка – 18°04′33″ ю. ш. 26°41′35″ и. д. / 18.075833° ю. ш. 26.693056° и. д., на левия бряг на река Замбези, на границата със Зимбабве.
- крайна западна точка – 16°12′23″ ю. ш. 21°59′58″ и. д. / 16.206389° ю. ш. 21.999444° и. д., на границата с Ангола.
- крайна източна точка – 10°34′02″ ю. ш. 33°42′32″ и. д. / 10.567222° ю. ш. 33.708889° и. д., на границата с Малави.[2]

## Релеф
Почти цялата територия на Замбия е заета от плато с еднообразна слабохълмиста повърхност, над която се издигат на голямо разстояние една от друга отделни островни планини и възвишения. По-голямата част от страната има надморска височина между 1000 и 1350 m. Много характерни са обширните плоски падини, най-големите от които са с тектонски произход и влизат в състава на Източноафриканската разломна зона (падината Бангвеулу, грабенът Луангва и др.). Покрай западната част на грабена се издига хорстовата планина Мучинга с връх Мумпу (1893 m). На изток от грабена, на границата с Малави се простира платото Ника и тук се разполага най-високата точка на страната (2148 m), а на брега на река Замбези, на границата със Зимбабве се намира най-ниската точка (327 m).

## Полезни изкопаеми
Замбия притежава големи запаси от медни руди, съсредоточени в т.нар. медоносен пояс, изградено от преплитащи се пясъчни пластове, шисти и доломити от системата Катанга, като орудяването е привързано основно към доломитите. Находищата на медни руди се асоциират с кобалт и други метали. В страната се разработват и находища на цинк, олово, ванадий, кадмий, манган и каменни въглища.

## Климат
Климатът на Замбия е субекваториален, с три ясно изразени сезона: горещ и сух (от август до октомври), топъл и влажен (от ноември до април), сух и прохладен (от май-до юли). Средната температура на най-топлия месец (октомври) е от 23°С до 27°С, а на най-хладния (юли) от 15°С на юг до 20°С на север. Годишното количество на валежите, падащи предимно под формата на тропически порои зависи от релефа. В долината на река Луангва и средното течение на река Замбези годишната сума е 600 – 800 mm, източната част на платото и централните части на страната получават 800 – 1000 mm, а вододелното плато Лунда – 1000 – 1400 mm.

## Води
По-голямата част от територията на Замбия попада във водосборния басейн на река Замбези (2574* km). Нейните основни притоци са Кафуе (1576 km), Луангва (806 km), Лунгвебунгу (645* km) и Кабомпо (440 km). Северната част на страната принадлежи към водосборния басейн на река Конго, като тук най-големите реки са Луапула (740* km) и Чамбеши (480 km). Повечето от реките имат спокойно течение, но на някои участъци имат бързеи и прагове, в т.ч. водопада Виктория на река Замбези, на границата със Зимбабве. На отделни участъци по-големите реки са плавателни за плитко газещи речни съдове. В северната част на страната са разположени 4 големи езера: Танганика (32 900 km²) и Мверу (5120 km²) частично, Бангвеулу (4000 – 15 000 km²) и Мверу-Мантипа (1500 km²) изцяло.

## Почви, растителност
Във влажните райони са разпространени червени латеритни почви, заети от влажни тропични гори и високотревисти савани. В по-сухите райони те се сменят с кафеникаво-червени и червено-кафяви почви, върху които са развити ксерофитни тропични гори и сухи савани. По долините на реките са развити ливадни червено-кафяви почви.
Около половината от територията на страната е заета от т.нар. „миомбо“ – суха тропическа гора с рядка дървесна растителност от различни видове брахистегии, джулбернардини и други видове дървета и треви, образуващи т.н. паркова савана. По-сухите райони са заети от акациева савана с баобаби, а в падината на река Луаангва и по долината на река Замбези – паркова савана. В крайбрежните езерни райони големи участъци са заети от папирус.

## Животински свят
Територията на Замбия се отнася към Източноафриканската подобласт на Етиопската зоогеографска област. В „миомбо“ и саваните са се съхранили големи тревопасни животни – африкански слон, африкански бивол, носорози (2 вида), антилопи, зебри, а от хищниците – лъвове, леопарди, чакали, хиени. За опазването на животинското богатство са създадени множество национални паркове „Кафуе“, „Саут Луангва“, „Норт Луангва“, „Лукусузи“ и др. В страната има много видове птици, рептилии, в т.ч. нилски крокодил и отровни змии (кобра, пепелянка и др.). Реките и езерата са богати на риба (тилапия, тилохромис и др.). Разпространени са термити, москити, комари, муха цеце.